# Maxime Godefroy
Maxime Godefroy est un joueur français de volley-ball né le 23 juillet 1984 à Rennes (Ille-et-Vilaine). Il mesure 1,88 m et joue libero.

## Clubs
| Club                | De        | À         |
| ------------------- | --------- | --------- |
| Goëlo Saint-Brieuc  | 2003-2004 | 2003-2004 |
| Rennes Volley 35    | 2004-2005 | 2004-2005 |
| Paris Volley        | 2005-2006 | 2005-2006 |
| Rennes Volley 35    | 2006-2007 | 2006-2007 |
| Vannes VB           | 2007-2008 | 2007-2008 |
| Dunkerque GLVB      | 2008-2009 | 2009-2010 |
| UGS Nantes-Rezé     | 2010-2011 | 2010-2011 |
| Plessis-Robinson VB | 2011-2012 | 2018-2019 |

## Palmarès
- Championnat de France (1)
  - Vainqueur : 2006